# Maurizio Casagrande
Maurizio Casagrande (Napoli, 4 novembre 1961) è un attore italiano.

## Biografia
Figlio dell'attore di teatro e cinema Antonio Casagrande, durante gli anni scolastici si appassiona alla musica, imparando a suonare prima il pianoforte e poi la batteria. Negli anni settanta fa parte di una band rock, i Tetra Neon, che arriveranno ad esibirsi al Teatro Tenda di Napoli. Dopo lo scioglimento del gruppo, Casagrande decide di proseguire i suoi studi musicali, iscrivendosi al Conservatorio di San Pietro a Majella e specializzandosi nel pianoforte, nel contrabbasso e nel canto. Il suo primo contatto con il palcoscenico è al Teatro Cilea per una "fortuita" occasione: infatti, assistendo ad un saggio degli studenti, per la mancanza di uno di essi, gli chiedono di sostituirlo nella parte. Viene così scritturato dalla compagnia di Nello Mascia, ed entra nel mondo dello spettacolo.
Recita in numerosi film e spettacoli teatrali con Vincenzo Salemme. Con Salemme fa anche il suo esordio cinematografico ne L'amico del cuore, seguito da Amore a prima vista, A ruota libera, Volesse il cielo!, Ho visto le stelle e Cose da pazzi. Dal 2005 al 2008 è nel cast della fiction Carabinieri nel ruolo del maresciallo Bruno Morri, dove recita anche suo padre nel ruolo del padre del suo personaggio. Nel 2006 è conduttore nella trasmissione televisiva Famiglia Salemme Show e, nel 2009, di Da Nord a Sud... e ho detto tutto!. Nello stesso anno fa parte del cast della trasmissione Raccomandati. Nel 2010 recita nella miniserie TV per Rai 1 dal titolo Il signore della truffa, accanto a Gigi Proietti, nel ruolo di Totò Esposito, barista napoletano.
Nel 2010 è protagonista del film Sharm el Sheikh - Un'estate indimenticabile, con Enrico Brignano e Giorgio Panariello. Sempre nel 2010 è tra i protagonisti, nel ruolo del delegato di polizia Ernesto Bellavia, del film La scomparsa di Patò di Rocco Mortelliti, tratto dall'omonimo romanzo di Andrea Camilleri e uscito nelle sale nel 2012. Nel 2012 recita nel film Napoletans, un ritorno alla commedia sexy degli anni settanta. Nel 2013 recita in E io non pago - L'Italia dei furbetti. Nel 2014 ritorna nel trio con Vincenzo Salemme e Carlo Buccirosso nella commedia ...e fuori nevica! dove interpreta l'avvocato Saponetta. Nel 2015 è insieme a Marco Giallini nel film Loro chi?. Recita poi nei film Lasciami per sempre di Simona Izzo dove interpreta un ginecologo e Natale da chef, con Massimo Boldi.
Nel 2012 esordisce alla regia con il film, da lui scritto, diretto e interpretato, Una donna per la vita. Nel 2015 torna dietro la macchina da presa con una commedia natalizia, Babbo Natale non viene da Nord, di cui è anche interprete insieme alla cantante Annalisa, al debutto come attrice. 

### Vita privata
Nel 2010 si lega sentimentalmente all’attrice Tiziana De Giacomo. I due collaborano insieme sia al cinema che a teatro. La relazione termina nel 2021, dopo 10 anni di convivenza. I due non si sono mai sposati e non hanno avuto figli.

## Filmografia

### Cinema
- L'amico del cuore, regia di Vincenzo Salemme (1998)
- Amore a prima vista, regia di Vincenzo Salemme (1999)
- A ruota libera, regia di Vincenzo Salemme (2000)
- Stregati dalla luna, regia di Pino Ammendola e Nicola Pistoia (2001)
- Volesse il cielo!, regia di Vincenzo Salemme (2002)
- Ho visto le stelle!, regia di Vincenzo Salemme (2003)
- Lista civica di provocazione, regia di Pasquale Falcone (2005)
- Cose da pazzi, regia di Vincenzo Salemme (2005)
- Io non ci casco, regia di Pasquale Falcone (2008)
- L'allenatore nel pallone 2, regia di Sergio Martino (2008)
- La valigia sul letto, regia di Eduardo Tartaglia (2010)

- Alta infedeltà, regia di Claudio Insegno (2010)
- Sharm el Sheikh - Un'estate indimenticabile, regia di Ugo Fabrizio Giordani (2010)
- La scomparsa di Patò, regia di Rocco Mortelliti (2010)
- The Tourist, regia di Florian Henckel von Donnersmarck (2010)
- Il profumo dei gerani, regia di Pasquale Falcone (2010)
- Baciato dalla fortuna, regia di Paolo Costella (2011)
- Napoletans, regia di Luigi Russo (2011)
- Una donna per la vita, regia di Maurizio Casagrande (2012)
- E io non pago - L'Italia dei furbetti, regia di Alessandro Capone (2012)
- Gli equilibristi, regia di Ivan De Matteo (2013)
- ...E fuori nevica!, regia di Vincenzo Salemme (2014)
- Loro chi?, regia di Francesco Miccichè e Fabio Bonifacci (2015)
- Babbo Natale non viene da Nord, regia di Maurizio Casagrande (2015)
- Lasciami per sempre, regia di Simona Izzo (2017)
- Gomorroide, regia di Francesco De Fraia, Raffaele Ferrante, Domenico Manfredi (2017)
- Natale da chef, regia di Neri Parenti (2017)
- Amici come prima, regia di Christian De Sica (2018)
- Un pugno di amici, regia di Sergio Colabona (2020)
- Con tutto il cuore, regia di Vincenzo Salemme (2021)
- I fratelli De Filippo, regia di Sergio Rubini (2021)
- C'è di nuovo la valigia sul letto, regia di Eduardo Tartaglia (2023)
- Volevo un figlio maschio, regia di Neri Parenti (2023)
- Chi ha rapito Jerry Calà?, regia di Jerry Calà (2023)

### Televisione
- Carabinieri – serie TV (2005-2008)
- Famiglia Salemme Show – programma TV (Rai 1, 2006)
- Tintarella di luna (2006-2007)
- Piper – miniserie TV (2009)
- Un coccodrillo per amico, regia di Francesca Marra – film TV (2009)
- Da Nord a Sud... e ho detto tutto! – programma TV (Rai 1, 2009)
- Il signore della truffa – film TV (2010)
- L'arte d' 'o sole – programma TV (Rai 5, 2019)
- Before Pintus (Amazon Prime Video, Italia 1,   2021)
- Non ti pago – film TV (2021)
- Made in Sud – programma TV (Rai 2, 2022)
- Alessandro Borghese - Celebrity Chef (TV8, 2022) – concorrente
- La Befana vien di Pintus (Amazon Prime Video, 2 gennaio 2023) – ospite
- Questi fantasmi!, regia di Alessandro Gassmann – film TV (2024)

## Teatro
- Lo Policinella innamorato (1984)
- 'Nfitrione (1985)
- L'ultimo scugnizzo (1986)
- Mozart a New York (1987)
- Fatto di cronaca (1988)
- Io Raffaele Viviani (1988)
- Pedante in fiera (1988)
- Farsa cavaiola (1989)
- Satyricon (1989)
- La notte prima del Don Giovanni (1989)
- L'opera da tre soldi (1989)
- Napoli Hotel Excelsior (1989)
- I menecmi (1990)
- Il malato immaginario (1992)
- Lo strano caso di Felice C. (1993)
- ...e fuori nevica! (1995)
- Premiata pasticceria Bellavista (1997)
- Passerotti o pipistrelli? (1996)
- Di mamma ce n'è una sola (1999)
- ...E fuori nevica! (2000)
- Sogni e bisogni (2001)
- L'amico del cuore (2002)
- Tutto quanto fa spettacolo (2003)
- La gente vuole ridere (2004)
- La gente vuole ridere... ancora (2006)
- Senza impegno (2009)
- Io speriamo che me la cavo (2007-2008)
- Noi... figli delle stelle (2011)
- Anche l'occhio vuole la sua parte (2013)
- Il prigioniero della seconda strada di Neil Simon (2013/14)
- E... la musica mi gira intorno (2013-2016)
- 15 Trince 18[5]
- Novecento napoletano (2017)
- Mostri a parte (2018-2019-2020)[6]
- A tu per tre (2021-2022)
- Il viaggio del papà (2023-2024)
- La prova del nove (2024)

## Riconoscimenti
- Premio internazionale della comicità Charlot nel 2007[7]
- Premio artistico culturale Armando Gill nel 2010[8]
- Premio alla carriera Città di Martina Franca 2015[9]